# Leader (programma televisivo)
Leader è un programma televisivo d'approfondimento politico condotto da Lucia Annunziata e andato in onda in quattro puntate in prima serata, a partire dal 18 gennaio 2013. Durante il programma sono stati messi a confronto i principali leader della scena politica italiana, in vista delle elezioni politiche del 2013.
Ispirato al modello statunitense town hall meeting, il format è stato ideato per mettere direttamente in contatto la cittadinanza e la politica, cercando di colmare una mancanza che l'autrice ha notato essere propria della situazione italiana, in particolare negli ultimi tre anni (2010-2013).
Il 19 gennaio 2013, dopo la prima puntata, la conduttrice ha dichiarato di volersi scusare con il pubblico perché lei stessa, criticata da più parti, non è stata in grado di gestire in maniera consona il programma.

## Ascolti
| Puntata | Messa in onda    | Ospite politico   | Telespettatori | Share |
| ------- | ---------------- | ----------------- | -------------- | ----- |
| 1       | 18 gennaio 2013  | Antonio Ingroia   | 1.408.000      | 5,20% |
| 2       | 25 gennaio 2013  | Bruno Tabacci     | 1.027.000      | 3,73% |
| 3       | 1º febbraio 2013 | Mario Monti       | 1.169.000      | 4,28% |
| 4       | 8 febbraio 2013  | Silvio Berlusconi | 2.490.000      | 8,93% |